# پل (مجموعه تلویزیونی)
پل (به سوئدی: Bron) (به دانمارکی: Broen) سریال تلویزیونی اسکاندیناویایی است که با همکاری تلویزیون سوئد، رادیوی دانمارک و شبکه آلمانی زد د اف تهیه شده است. این سریال به صورت کامل پخش شده و سری چهارم سریال که به گفته نویسنده فیلم‌نامه، آخرین سری می‌باشد از دهم دی ماه ۱۳۹۶ برای ساکنان کشورهای اسکاندیناوی پخش شد. سری آخر بیشتر از سایر سری‌ها در دانمارک کار شده است و شامل ۸ قسمت ۶۰ دقیقه‌ای می‌باشد.
فصل اول این سریال به پرونده کشف یک جسد بر روی پل اورسوند بین سوئد و دانمارک اختصاص داشت. فصل دوم سریال به برخورد یک کشتی با این پل توسط یک گروه تروریستی می‌پردازد.
با الهام از این سریال یک مجموعه آمریکایی-مکزیکی به نام پل و همچنین یک مجموعه بریتانیایی-فرانسوی به نام تونل، ساخته و پخش شده‌اند.